# Intelsat 5
Intelsat 5 (frühere Bezeichnungen: PAS-5, Arabsat-2C, BADR-C) ist ein ehemaliger Kommunikationssatellit des Betreibers Intelsat. Er war von 1997 bis 2019 in Betrieb.

## Erste Position: Mexiko
Der Satellit wurde von PanAmSat im März 1995 bei Hughes Space and Communications Company in Auftrag gegeben. Es handelte sich dabei um das erste Exemplar des Satellitenbuses HS-601HP mit besonders starker Ausgangsleistung (HP = High Power). Unter der Bezeichnung Panamsat 5 oder PAS-5 startete der Satellit am 28. August 1997 und wurde auf 58° West positioniert. Von dort versorgte er Mexiko mit TV-Programmen, ermöglichte aber auch Datenverbindungen zwischen Amerika und Europa. Im Laufe des Jahres 1998 stellten sich Batterieprobleme ein, und PAS-5 musste zeitweise einige Transponder abschalten. Er wurde schließlich durch PanAmSat 9 ersetzt, der im Juli 2000 gestartet wurde.

## Zweite Position: Arabien
PAS-5 wurde im Mai 2002 an die Arab Satellite Communications Organization (Arabsat) vermietet, die einen Defekt des Satelliten Arabsat-3A kompensieren musste. PAS-5 wurde hierzu auf 26° Ost positioniert und als Arabsat-2C, später auch BADR-C bezeichnet.
Im Sommer 2006 genehmigte die US-amerikanische Regulierungsbehörde Federal Communications Commission die Übernahme von PanAmSat durch den Konkurrenten Intelsat. Damit fiel auch PAS-5 an den neuen Eigentümer und erhielt am 1. Februar 2007 die neue Bezeichnung Intelsat 5 (kurz: IS-5).

## Dritte Position: Ozeanien
Im Oktober 2008 erhielt Panamsat die Genehmigung, Intelsat 5 auf 169° Ost zu verlegen. Seitdem versorgt der Satellit über die C-Band-Transponder Ostasien und Ozeanien. Die Ku-Band-Transponder sind nicht mehr in Betrieb.

## Vierte Position: Indischer Ozean
Im Frühjahr 2013 wurde der Satellit auf 65,45° Ost über den Indischen Ozean verlegt.

## Letzte Position: Ozeanien
Der Satellit war zuletzt bei 157° Ost stationiert. 2019 wurde er außer Betrieb genommen und in einen Friedhofsorbit verlegt. Damit überschritt er seine geplante Lebensdauer um sieben Jahre.